# Micromeria guichardii
Micromeria guichardii là một loài thực vật có hoa trong họ Hoa môi. Loài này được (Quézel & Zaffran) Brullo & Furnari mô tả khoa học đầu tiên năm 1979.